# Ања Ситон
Ања Ситон (енгл. Anya Seton; Њујорк, 23. јануар 1904 — Олд Гринич, 8. новембар 1990) је био књижевни псеудоним америчке списатељице Ен Ситон (енгл. Ann Seton). Убраја се у најуспешније послератне списатељице 20. века. Њени романи убрајали су се у најпродаваније књиге тог времена, а два су и филмски адаптирана. За њено најуспешније дело сматра се роман Катарина из 1954. Ања Ситон је објавила и обимна истраживања историјске грађе, те се на њу често позивају многи озбиљни извори и научни радови.

## Биографија
Ен Ситон је рођена у Њујорку 23. јануара 1904, иако се често помиње да је рођена 1906. или 1916. Ова рођена Њујорчанка писала је романе историјске тематике и у том жандру сматрала се за једном од најуспешнијих женских писаца друге половине 20. века. Неколико њених романа сврстана су на листи светских бестселера, док су дела Dragonwyck и Foxfire били пренесени и на филм. За најуспешније романе Ање Ситон сматра се Катарина, прича о Катарини Свинфорд и Џону од Гонта, војводи од Ланкастера. У класике се сврстава и роман Green Darkness.
Ен Ситон је преминула 8. новембра 1990. у Олд Гриничу.

## Значајни радови
- (1941)
- (1944)
- (1946)
- (1948)
- (1950)
- (1954)
- (1956)
- (1958)
- (1962)
- (1965)
- (1972)
- (1975)